# Carl-Erik Ohlson
Carl-Erik Ohlson, född 23 september 1920 i Hälleviksstrand, död 24 december 2015 i Göteborg, var en svensk seglare.
Han seglade för Göteborgs KSS. Han blev olympisk bronsmedaljör i Helsingfors 1952. Ohlson var besättningsman på ”Hojwa”, som tävlade i 5,5-metersklassen. Brödraparet Folke (rorsman) och Magnus Wassén kompletterade besättningen.